# Arundineae
Arundineae é uma tribo da subfamília Arundinoideae.

## Classificação das Arundineae

### *Referência:DELTA: L.Watson e M.J.Dallwitz
| Gêneros | Arundo, Dichaetaria(ou Danthonieae?), Gynerium (?), Hakonechloa, Molinia, Phragmites, Thysanolaena (ou Centothecoideae?) |

### *Referência:GRIN Taxonomy for Plants USDA
| Gêneros | Amphipogon, Arundo, Crinipes, Dichaetaria, Dregeochloa, Elytrophorus, Hakonechloa, Leptagrostis, Molinia, Nematopoa, Phragmites, Piptophyllum, Styppeiochloa, Zenkeria |

### *Referência:Taxonomy Browser NCBI
| Gêneros | Amphipogon, Arundo, Diplopogon, Dregeochloa, Elytrophorus, Hakonechloa, Molinia, Moliniopsis, Phragmites, Spartochloa, Styppeiochloa |